# 香茅醇
香茅醇（Citronellol）是一种天然有机化合物，存在于多种植物精油以及一些水果中，属于类萜。其两种对映异构体在自然界中均有分布：R-(+)-香茅醇, 存在于香茅油 (50%)；而S-(−)-香茅醇存在于蔷薇属植物精油中(18–55%)，以及天竺葵属植物等。

## 制备
每年生产数百万公斤的香茅醇。 香茅醇主要由香叶醇或橙花醇在亚铬酸铜催化剂上加氢化合成。均相催化劑用于生产对映异构体。

## 应用
香茅醇用于香水和驱虫剂，农业害螨引诱剂。香茅醇在短距离内是一种很好的驱蚊剂，但保护性能随距离增加大大降低。与环糊精结合能增强驱蚊效用，有效时间提升至1.5小时。
香茅醇是生产玫瑰醚的原料。

## 健康和安全性
美国食品药品监督管理局(FDA)将香茅醇归入“公认安全”(GRAS)的分类，在食物中仅限作为香料用途添加。有报道称一些人群可能对香茅醇敏感，但其作为食品添加剂时的剂量是否足以使人过敏则尚不清楚。
就皮肤安全性而言，香茅醇已被评估为一种驱虫剂，市面上多用作螨虫引诱剂。香茅醇在短距离内是一种很好的驱蚊剂，但当目标距离源头稍远时，保护作用就会大大降低。当与β-环糊精混合时，它对蚊子叮咬的平均保护时间为90分钟。